# Oncosiphon intermedium
Oncosiphon intermedium là một loài thực vật có hoa trong họ Cúc. Loài này được (Hutch.) Källersjö mô tả khoa học đầu tiên năm 1988.